# Heidi (pel·lícula de 2015)
Heidi és una pel·lícula d'aventures germano-suïssa del 2015 dirigida per Alain Gsponer. Està basada en la novel·la del mateix nom de Johanna Spyri i protagonitzada per Anuk Steffen, Bruno Ganz, Katharina Schüttler, Quirin Agrippi, Isabelle Ottmann i Anna Schinz. Ha estat doblada al català oriental i al valencià, i també subtitulada (amb ajuts de la Generalitat de Catalunya). L'actriu de 10 anys Steffen va ser escollida d'entre cinc-centes actrius joves. Els exteriors de la pel·lícula van ser rodats als Alps, principalment al cantó dels Grisons, incloent-hi el poble de Bravuogn i la vall de Rheinwald. La pel·lícula es va estrenar en cinemes a Alemanya el 10 de desembre de l'any 2015.

## Argument
La Heidi (diminutiu d'Adelheid, és a dir, Adelaida) és una nena òrfena que viu amb el seu avi als Alps suïssos en plena llibertat i on cuida un ramat de cabres, juntament amb el seu amic, el pastor Peter (Pere), de la seva edat. Un dia, la seva tieta aconsegueix que una de les famílies més importants de Frankfurt la contracti per ajudar la Klara, una nena que va amb cadira de rodes, de qui aviat es fa amiga. La Klara és educada de manera rígida en un entorn molt tancat i l'arribada de la Heidi li canvia la vida.

## Repartiment
- Anuk Steffen: la Heidi
- Bruno Ganz: l'Avi, Alpöhi
- Quirin Agrippi: el Pere, el nen i amic pastor (Geissenpeter)

- Isabelle Ottmann: la Klara Sesemann, la noia de família rica de Frankfurt

- Katharina Schüttler: l'institutriu Rottenmeier a can Seselmann

- Hannelore Hoger: l'àvia Sesemann

- Maxim Mehmet: el senyor Sesemann, el pare de la Klara
- Anna Schinz: la Dete, la tieta de Heidi

- Peter Lohmeyer: Sebastian, el simpàtic majordom de can Sesemann

- Jella Haase: Tinette, una minyona a can Sesemann

- Markus Hering: el metge de can Sesemann
- Rebecca Indermaur: Geissenpeterin

## Rebuda
Premis
2015: Premis del cinema Alemany: Nominada a millor vestuari i film infantil
Crítica
- "Aquesta fidedigna i cal·ligràfica versió té a Bruno Ganz, mite del cinema alemany dels 70, en el paper de l'avi rondinaire, però és la nena triada per a Heidi, l'Anuk Steffen, qui s'ho fica a la butxaca. (....) Puntuació: ★★ (sobre 5)"[7]
- "Als nens petits els agradarà, no obstant això, els espectadors més exigents d'art i assaig a la recerca d'un espectacular paisatge suís o de calma sempre poden tornar a visionar 'Clouds of Sils Maria' o 'Youth'."[8]